# Mister Black
Mister Black is een Belgische stripreeks die begonnen is in oktober 1994 met Jean Dufaux als schrijver en Werner Goelen als tekenaar.

## Albums
Alle albums zijn geschreven door Jean Dufaux, getekend door Werner Goelen en uitgegeven door Dupuis.
1. Mister black 1
2. Mister black 2